# Cladonia crinita
Cladonia crinita är en lavart som först beskrevs av Delise ex Pers, och fick sitt nu gällande namn av Teuvo Ahti. Cladonia crinita ingår i släktet Cladonia och familjen Cladoniaceae.   Inga underarter finns listade i Catalogue of Life.